# Encarnación (galeón)

La Encarnación fue un galeón español que formaba parte de los Galeones de Manila, que cubrían la ruta comercial entre Nueva España, la actual México y Filipinas. Su uso era el intercambio de bienes chinos por plata mexicana, a través del puerto de Acapulco. Desde allí se contactaba mediante transporte terrestre con la localidad de Veracruz.

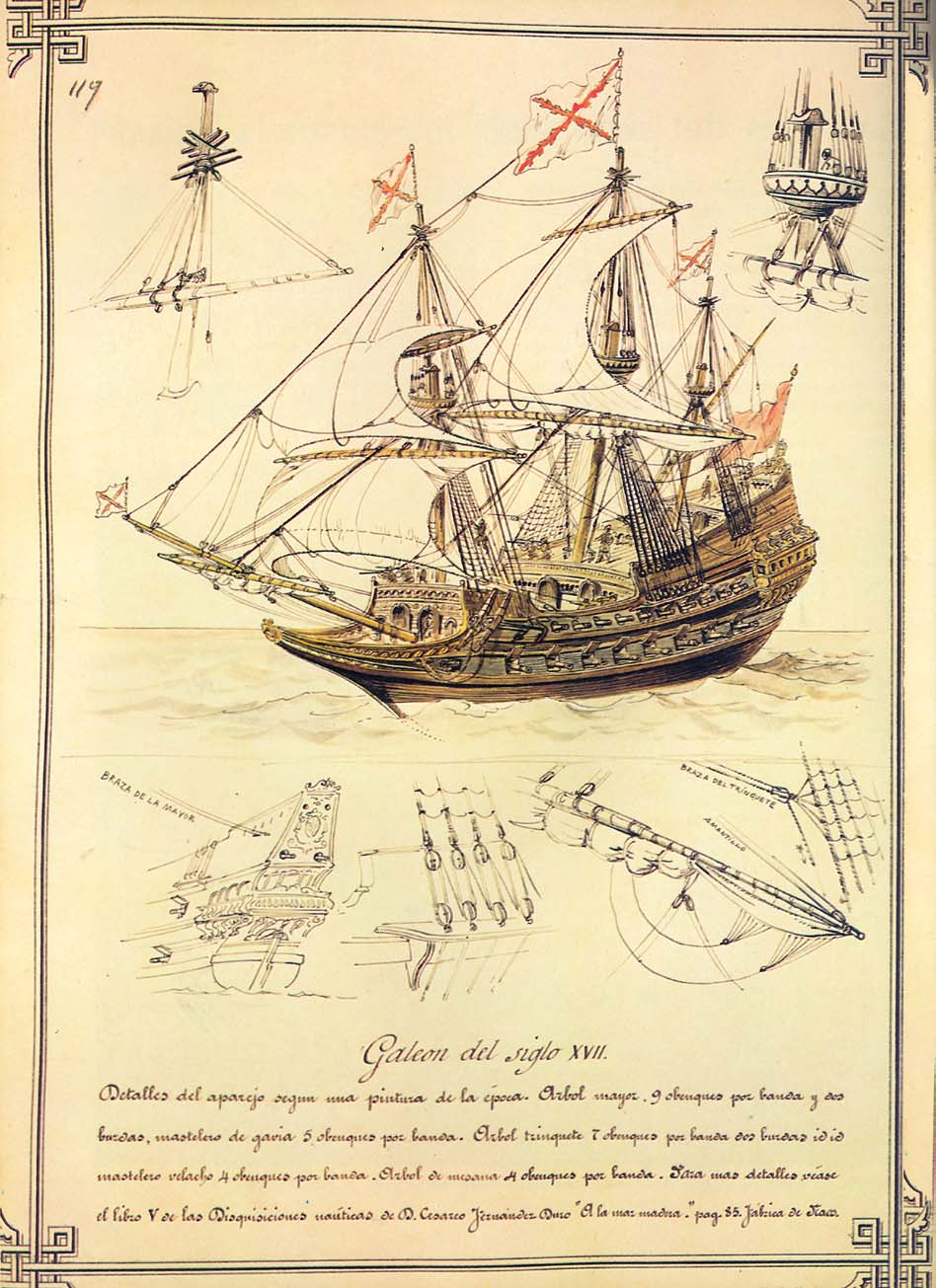
Ejemplo de galeón español del siglo XVII

## Llegada a Manila
En julio de 1645 gracias a la insistencia del gobernador Diego Fajardo Chacón llega a Manila el galeón y buque insigna Encarnación junto con otro galeón, el Rosario, capitaneados por el capitán de origen vasco Lorenzo de Orellana y Ugalde. También llega en el buque insignia el nuevo arzobispo de Manila Fernando Montero de Espinosa, pero fallece al llegar a puerto de fiebres hemorrágicas.

## Conversión a galeón armado
En febrero de 1646 la Encarnación seguía atracada en el puerto de Cavite (Manila). Al enterarse el gobernador Diego Fajardo de la presencia de corsarios neerlandeses en varias Islas de las  Islas de las Filipinas, decidió, tras un consejo de guerra, preparar ambos galeones (Encarnación y Rosario) con cañones y hombres listos para la batalla.
Se le equipan hasta 34 cañones de bronce de 18, 25 y 30 libras. Aunque con algunas reparaciones, el galeón seguía siendo poco apto para la batalla por su antigüedad y su mal estado.

## Batallas
Bajo el mando del capitán Lorenzo de Orellana, la Encarnación protagoniza (junto con el otro galeón, el Rosario) la batalla de la Naval de Manila haciendo frente con fiereza a los navíos holandeses que intentaban hacerse con el control de Filipinas.
En la primera y segunda de estas batallas, ningún hombre fue dado muerto en este galeón, como prometió el padre Juan de Cuenca antes de entablar batalla.
En la quinta batalla y bajo el mando del capitán andaluz Sebastián López hasta tres galeones holandeses se enfrentaron en solitario contra la Encarnación. Gracias a la pericia del nuevo capitán, el galeón solo sufrió daños leves y perecieron cuatro hombres.